# Kermuschienen (Pillkallen)
Kermuschienen, 1938 bis 1945: Ladmannsfelde, litauisch Kermušynai, ist ein verlassener Ort im Rajon Krasnosnamensk der russischen Oblast Kaliningrad.
Die Ortsstelle befindet sich nahe der Kommunalstraße 27K-058 vier Kilometer nördlich von Tretjakowo (Sodargen).

## Geschichte

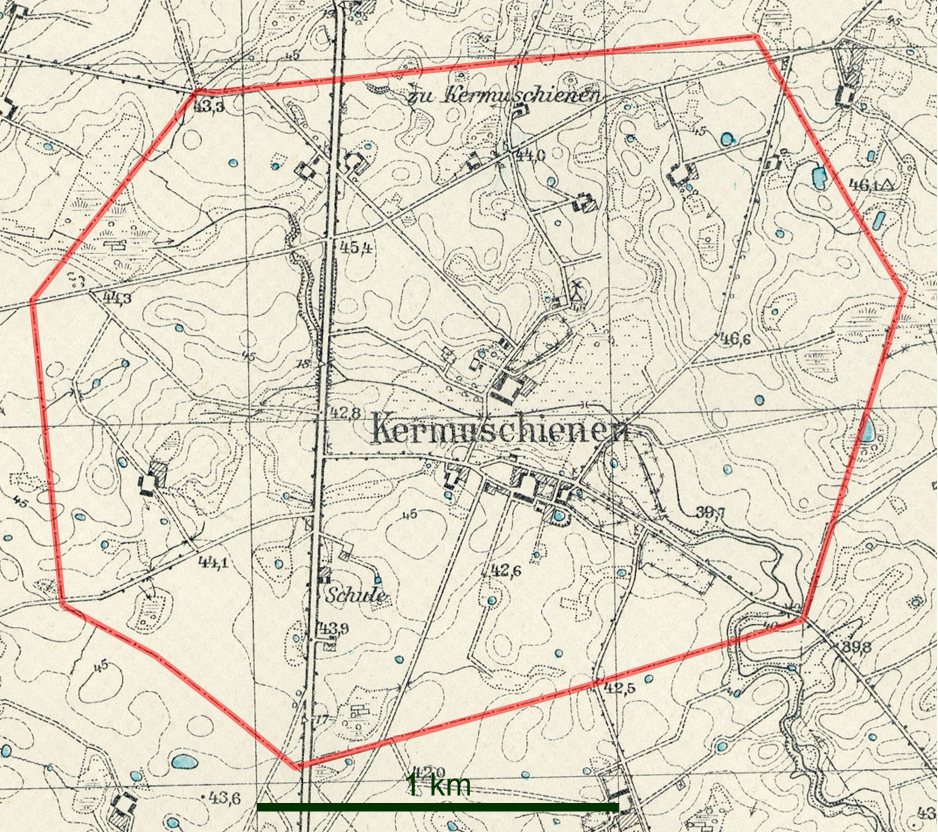
Die Gemeinde Kermuschienen auf einem Messtischblatt von 1937

Kermuschienen wurde seit 1660 erwähnt. Um 1780 war es ein meliertes Dorf, das auch eine Windmühle besaß. 1874 wurde die Landgemeinde Kermuschienen in den neu gebildeten Amtsbezirk Pieraggen im Kreis Pillkallen eingegliedert. 1938 wurde Kermuschienen in Ladmannsfelde umbenannt. 1945 kam der Ort in Folge des Zweiten Weltkrieges mit dem nördlichen Ostpreußen zur Sowjetunion. Einen russischen Namen erhielt er nicht mehr.

### Einwohnerentwicklung
| Jahr | Einwohner |
| ---- | --------- |
| 1867 | 125       |
| 1871 | 125       |
| 1885 | 102       |
| 1905 | 146       |
| 1910 | 127       |
| 1933 | 127       |
| 1939 | 125       |

## Kirche
Kermuschienen/Ladmannsfelde gehörte zum evangelischen Kirchspiel Schirwindt.